# 温州职业足球俱乐部
温州职业足球俱乐部是一家位于中国浙江省温州市的职业足球俱乐部，简称温州俱乐部，主场为温州体育中心体育场。现参加中国足球乙级联赛。俱乐部成立于2018年11月，曾多次搬迁，前身为宜春威虎足球俱乐部与江西黑马青年足球俱乐部。

## 历史

### 业余俱乐部时期
2018年11月，江钨集团正式成立了“威虎”足球队。

#### 2019赛季
2019年5月至6月间，威虎队参加宜春市足球联赛，获得了联赛冠军。
2019年12月14日至18日，威虎队参加江西超级联赛，五战全胜勇夺冠军。

#### 2020赛季
2020年1月10日，宜春江钨威虎足球俱乐部在工商部门注册成立，成为正式的足球俱乐部。
2020年11月，宜春江钨威虎参加中冠联赛决赛分区小组赛，取得一胜一平一负。排位赛第一轮，宜春江钨威虎2比1战胜河北精英志海。排位赛第二轮，宜春江钨威虎1比3不敌厦门鹭岛，最终赛季排名第四，拿到了2021年中乙联赛的入场券。

### 宜春江钨威虎足球俱乐部时期

#### 2021赛季
2021年3月8日，俱乐部更名为宜春威虎足球俱乐部。
2021年3月24日，由于中国足协的准入官宣一再拖延，让刚进行了人事更替的江钨集团一度决定不再投资足球俱乐部。

#### 2025赛季

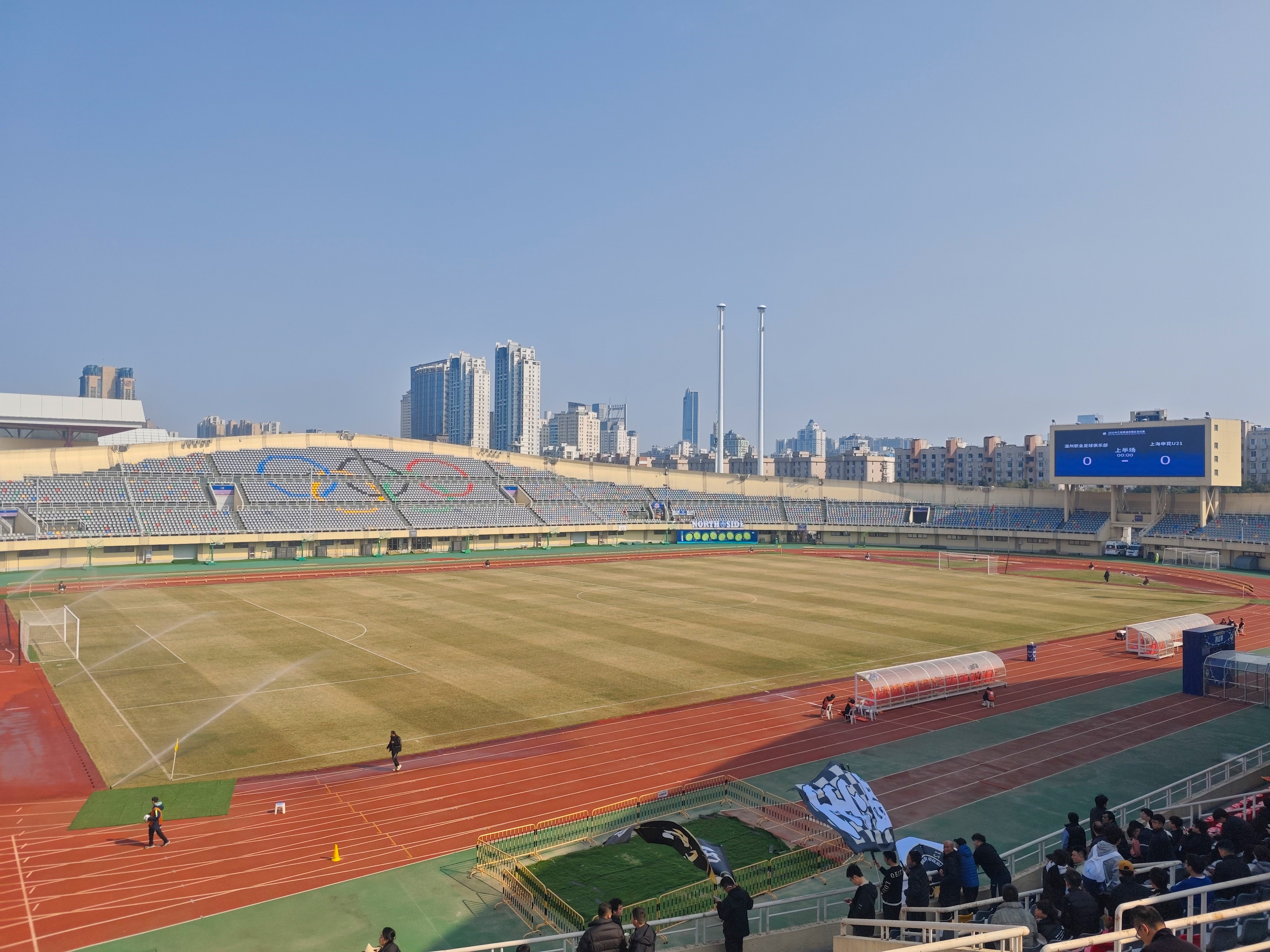
2025赛季中乙联赛温州赛区测试赛